# パニック 秘密のゲーム
『パニック 〜秘密のゲーム〜』 (パニック ひみつのゲーム、Panic ) は、2021年よりAmazonプライム・ビデオで配信されているドラマシリーズ。2021年8月、1シーズンでの打ち切りが決まった。

## あらすじ
テキサスの田舎町カープでは、さびれた田舎町で人生を終えることを抜け出す唯一の方法は、「パニック」と呼ばれる危険なゲームだった。毎年、さまざまな夢や事情を持っている高校の卒業生たちが、自らの命を懸けて「人生を変えるための賞金」を手にすべく、自らの恐怖に打ち勝つためのゲームに挑戦する。
過去には「パニック」により4名の死者を出し、そのうち2人は昨年に死亡したため、賞金もゲームの危険度もこれまでになく高くなっていた。暗号や謎解きのメッセージで開催地が参加者には伝えられて、若者たちの運営により秘密裏に行なわれる。そのため、警察は「パニック」の調査に苦心することになり、さらなる被害者を防ぐべく阻止しようとしていた。
高校を卒業したばかりの主人公のヘザーは、未来の見えない田舎町から抜け出すために大学に行くため、アルバイトを続けて入学資金を貯金していた。しかし、経営者の都合でバイトを解雇された上に、たびたび小遣いをせびってくる母親に貯金を盗まれてしまう。だらしない母親とケンカしたヘザーは家を飛び出し、大学資金のために「パニック」に参加することを決意する。
この夏ゲームへの参加を表明したのは23人で、勝者はたった1人だけ。前回は3000ドルだった賞金が、今回は5000ドルと大幅にアップするという。女優を夢見ている親友のナタリーや、パニックに参加したがっている転校生のドッジもそれぞれの理由で参加することになる。
最初のゲームに出場したヘザーは、他のプレイヤーよりもはるかに高い崖から湖に飛び込み、注目を集めることになる。その後も順調に勝ち進んでいくヘザー達だったが、「パニック」で過去に起きた死亡事件について知ったヘザーは、黒幕の正体を暴くために最終決戦のゲームに挑む。

## 登場人物

### プレイヤー
ヘザー・ニル
演 - オリヴィア・スコット・ウェルチ/ 声 - Lynn
高校を卒業したばかりの少女。作家になる夢を持っているが、大学に進学して会計を勉強しようと考えている。お酒と男性にだらしなく金をせびってくる母親に代わって、幼い妹のリリーの面倒を見ている。
死亡する可能性のある「パニック」への参加には反対していたが、大学資金を母親に使われてしまったため、不本意ではあるが賞金目当てでゲームに参加することになる。
ナタリー・ウィリアムズ
演 - ジェシカ・スーラ/ 声 - 笹本菜津枝
ヘザーの親友の少女。「パニック」の賞金でカープの町を出て、将来女優になる夢をかなえるため、ロサンゼルスに移住するのを計画している。子供の頃にナタリーを置いて母親が家出しており、警察官の父親と暮らしている。
ドッジ・メイソン
演 - マイク・ファイスト/ 声 -
半年前にカープの町に越してきた転校生。ロデオが得意であり、事故で下半身不随になった妹のデイナは車椅子生活を送っている。無口でミステリアスな印象であるが、度胸がありゲームで首位に食い込む。
レイ・ホール
演 - レイ・ニコルソン/ 声 -
町中から嫌われている不良グループの一人で、ゲームの参加者であり、ヘザーの度胸に魅せられ彼女のことを気にかけるようになる。

### 観客
ビショップ・ムーア
演 - キャメロン・ジョーンズ/ 声 - 赤石考
ヘザーの親友の少年。判事の父親を持つ、裕福な家庭の出身。ヘザーに片思いしている。「パニック」に参加することには反対で、ゲームには参加せず観客として応援している。
アダム・ライアズ
レイの友人。
サラ・ミラー
レイの友人。
タイラー・ヤング
ナタリーの元恋人。

### パニック主催者
ダニエル・ディギンズ
ゲームのホスト。
サマー・カルボ
ゲームのホスト。

### 過去のパニック参加者
ジミー・コルテス
ジェームズの息子。前年のゲームで死亡。
アビー・クラーク
ジミーの恋人。前年のゲームで死亡。
シェイ・オライリー
前年のジャッジ。ストリッパー。

### 警察関係者
ジェームズ・コルテス
演 - エンリケ・ムルシアーノ
町の保安官。去年の「パニック」で息子のジミーと、ジミーの恋人のアビーを亡くしている。ジミーの死がきっかけで家族が崩壊し、ドッジの母親と交際している。
ジョン・ウィリアムズ
巡査部長。ナタリーの父親。
クリスティン・ラングレー
巡査部長。パニックの開催地・開催日時を知らせる「暗号」の解読に、鋭い推理を見せる。

### その他
メラニー・コルテス
ジェームズの妻。
マイラ・キャンベル
アビーの親友。
ハント・ケニー
ショーナの兄。
シェリー・ニル
ヘザーの母親。
リリー・ニル
ヘザーの妹。
ジョージ・ムーア
ビショップの父親。判事。
リーラ・アガワル
ビショップの友人。ハントの恋人。
ジェシカ・メイソン
ドッジの母親。ジェームズと不倫。
デイナ・メイソン
ドッジの妹。
ルーク・ホール
レイの兄。
アン
農場主。
マックス・スリンガー
カメラマン。

## スタッフ
- 原作
  - ローレン・オリバー（英語版）
- 脚本
  - ローレン・オリバー
- 製作総指揮
  - ローレン・オリバー
  - ジョー・ロス
  - ジェフ・カーシェンバウム
  - アダム・シュローダー
- 監督
  - ミーガン・グリフィス
  - ヴィエト・ヌエン
  - ライ・ルッソ＝ヤング
  - ジェイミー・トラヴィス
  - リー・ジャニアク

## エピソード
| 話数   | 日本語タイトル | 英語タイトル | 視聴率 | 備考 |
| ------ | -------------- | ------------ | ------ | ---- |
| 第1話  | パニック       | Panic        |        |      |
| 第2話  | 高所           | Heights      |        |      |
| 第3話  | わな           | Traps        |        |      |
| 第4話  | 脱出           | Escape       |        |      |
| 第5話  | ゴースト       | Phantoms     |        |      |
| 第6話  | デッドエンド   | Dead-End     |        |      |
| 第7話  | 信頼           | Trust        |        |      |
| 第8話  | 復活           | Returns      |        |      |
| 第9話  | 檻             | Cages        |        |      |
| 第10話 | 一騎打ち       | Joust        |        |      |